# Acacia trineura
Acacia trineura é uma espécie de leguminosa do gênero Acacia, pertencente à família Fabaceae.